# 丽叶女贞
丽叶女贞（学名：Ligustrum henryi）是木犀科女贞属的植物，是中国的特有植物。分布在中国大陆的湖北、陕西、云南、四川、贵州、广西、湖南、甘肃等地，生长于海拔250米至1,800米的地区，常生长在峡谷疏林、山坡、灌木丛中以及密林中，目前尚未由人工引种栽培。

## 别名
兴山蜡树（中国树木分类学） 乔皮子（甘肃） 苦丁茶（四川）